# Andrus Veerpalu
Andrus Veerpalu (Pärnu, 8 febbraio 1971) è un ex fondista e allenatore di sci nordico estone, vincitore di medaglie olimpiche e mondiali.
È padre di Andreas, a sua volta fondista.

## Biografia

### Carriera sciistica
In Coppa del Mondo ha esordito il 12 dicembre 1992 nella 10 km a tecnica libera di Ramsau am Dachstein (93º), ha ottenuto il primo podio il 28 febbraio 1999 nella 50 km a tecnica classica disputata nella medesima località (2º) e la prima vittoria il 15 febbraio 2003 nella 10 km a tecnica classica di Asiago.
In carriera ha partecipato a sei edizioni dei Giochi olimpici invernali (Albertville 1992, Lillehammer 1994, Nagano 1998, Salt Lake City 2002, Torino 2006 e Vancouver 2010), vincendo due ori e un argento, e a otto dei Campionati mondiali, vincendo due ori e un argento.
Ha annunciato il proprio ritiro dalle competizioni il 23 febbraio 2011 a Oslo, in occasione dell'apertura dei Campionati mondiali di sci nordico 2011; pochi giorni dopo la Federazione sciistica dell'Estonia ha annunciato la positività dell'atleta riscontrata a un controllo antidoping del 14 febbraio precedente su campioni prelevati il 29 gennaio. I tassi anomali di ormone della crescita sono stati confermati anche dalle controanalisi e il 24 agosto seguente Veerpalu è stato sospeso dalla Federazione Internazionale Sci per tre anni. L'atleta ha proclamato la propria innocenza, ma ha ammesso di esser già stato a conoscenza della positività al momento dell'annuncio del ritiro, allora motivato con problemi di salute.

### Carriera da allenatore
Scontata la squalifica è divenuto allenatore nei quadri della Federazione sciistica dell'Estonia; nel 2019 è stato nuovamente implicato nel caso di doping che ha visto coinvolto, tra gli altri, anche il figlio Andreas (Operazione Aderlass) ed è stato squalificato per altri quattro anni.

## Palmarès

### Olimpiadi
- 3 medaglie:
  - 2 ori (15 km a Salt Lake City 2002; 15 km a Torino 2006)
  - 1 argento (50 km a Salt Lake City 2002)

### Mondiali
- 3 medaglie:
  - 2 ori (30 km a Lahti 2001; 10 km a Liberec 2009)
  - 1 argento (50 km[5] a Ramsau am Dachstein 1999)

### Coppa del Mondo
- Miglior piazzamento in classifica generale: 7º nel 2003 e nel 2004
- 10 podi[6], oltre a quelli conquistati in sede olimpica o iridata e validi ai fini della Coppa del Mondo:
  - 6 vittorie
  - 1 secondo posto
  - 3 terzi posti

#### Coppa del Mondo - vittorie
| Data             | Località             | Nazione   | Disciplina |
| ---------------- | -------------------- | --------- | ---------- |
| 15 febbraio 2003 | Asiago               | Italia    | 10 km TC   |
| 8 marzo 2003     | Oslo                 | Norvegia  | 50 km TC   |
| 13 dicembre 2003 | Davos                | Svizzera  | 15 km TC   |
| 17 gennaio 2004  | Nové Město na Moravě | Rep. Ceca | 15 km TC   |
| 8 gennaio 2005   | Otepää               | Estonia   | 15 km TC   |
| 12 marzo 2005    | Oslo                 | Norvegia  | 50 km TC   |

Legenda:

HS = partenza a handicap

MS = partenza in linea

PU = inseguimento

RL = staffetta

TC = tecnica classica

TL = tecnica libera

## Riconoscimenti
Nel 2005 ha ricevuto la Medaglia Holmenkollen, uno dei più prestigiosi riconoscimenti sportivi dello sci nordico.